# Хокинг, Гари
Гари Стюарт Хокинг (англ. Gary Stuart Hocking; 30 сентября 1937, Карлеон, Монмутшир, Уэльс, Великобритания — 21 декабря 1962, Дурбан, Наталь, Южно-Африканская Республика) — родезийский авто- и мотогонщик, чемпион мира по шоссейно-кольцевым мотогонкам в классах 350 и 500 см³ (1961).

## Ранние годы
Гари Хокинг родился в Уэльсе, но вырос в Южной Родезии.  Будучи подростком, занимался спидвеем на траве, но затем переключился на шоссейно-кольцевые мотогонки.

## Карьера в гонках
В 1958 году Хокинг покинул Родезию и перебрался в Европу для участия в соревнованиях. Он произвел впечатление, уже во второй своей гонке финишировав третьим в Нюрбургринге, уступив только заводским гонщикам MV Agusta. Во время Isle of Man TT 1959 года в гонке Junior TT он финишировал 12-м из 22. В тот же год, выступая за заводскую команду восточногерманского производителя MZ, занял второе место в классе 250 см³. На следующий год, став гонщиком MV Agusta, Хокинг занял второе место уже в трёх классах —  125, 250 и 350 см³.
После ухода из мотогонок Джона Сертиса в 1961 году Хокинг стал ведущим гонщиком  MV Agusta и одержал безоговорочную победу, завоевав титул чемпиона мира сразу в двух классах  —  350 и 500 см³.
В начале сезона 1962 года Хокинг пережил сильное потрясение, связанное с гибелью друга Тома Филлиса в гонке Isle of Man TT. Победив в Senior TT, он объявил, что завершает карьеру мотогонщика и возвращается в Родезию. Он считал мотогонки слишком опасными и решил продолжить свою карьеру в автоспорте.
В декабре 1962 года Хокинг погиб во время практики внезачётного Гран-при Наталя. Его автомобиль Lotus 24 не смог войти в быстрый поворот, вылетел в кювет и перевернулся. Предположительно, Хокинг потерял сознание от обезвоживания при прохождении длинной задней прямой, так как не пытался затормозить или изменить траекторию.
Похоронен в Ньюпорте, в окрестностях которого он родился.

## Статистика выступлений
| Легенда к таблице |                                                 |
| --- | ----------------------------------------------- |
| В таблице перечислены результаты всех Гран-при чемпионата мира, во всех классах, в которых принимал участие гонщик. Строками таблицы являются сезоны, столбцами все гонки Гран-при чемпионата мира, производитель мотоциклов и команда. В клетках указаны сокращённое название Гран-при и результат, клетка дополнительно обозначена цветом. Расшифровка обозначений и цветов представлена в нижеследующей таблице. |                                                 |
| \| Пример \| Описание \| \| ------------ \| ----------------------------------------------- \| \| 1 \| Победитель \| \| 2 \| Второе место \| \| 3 \| Третье место \| \| \| Финишировал в очковой зоне \| \| \| Финишировал вне очковой зоны \| \| НКЛ \| Не классифицирован \| \| Сход \| Не финишировал \| \| НКВ \| Не прошёл квалификацию \| \| НПКВ \| Не прошёл предварительную квалификацию \| \| ДСК \| Дисквалифицирован \| \| ИСК \| Исключён из протокола соревнований \| \| НС \| Не стартовал в гонке \| \| Т \| Травмирован или болен \| \| ОТК \| Отказ от участия \| \| НТР \| Прибыл на соревнования, но на трассу не выезжал \| \| НПР \| Не прибыл к началу соревнований \| \| НД \| Недопущен до старта \| \| О \| Гонка отменена \| \| НУ \| Не участвовал \| \| Поул-позиция \| \| \| Быстрый круг \| \| |                                                 |
| Пример | Описание                                        |
| 1 | Победитель                                      |
| 2 | Второе место                                    |
| 3 | Третье место                                    |
| | Финишировал в очковой зоне                      |
| | Финишировал вне очковой зоны                    |
| НКЛ | Не классифицирован                              |
| Сход | Не финишировал                                  |
| НКВ | Не прошёл квалификацию                          |
| НПКВ | Не прошёл предварительную квалификацию          |
| ДСК | Дисквалифицирован                               |
| ИСК | Исключён из протокола соревнований              |
| НС | Не стартовал в гонке                            |
| Т | Травмирован или болен                           |
| ОТК | Отказ от участия                                |
| НТР | Прибыл на соревнования, но на трассу не выезжал |
| НПР | Не прибыл к началу соревнований                 |
| НД | Недопущен до старта                             |
| О | Гонка отменена                                  |
| НУ | Не участвовал                                   |
| Поул-позиция |                                                 |
| Быстрый круг |                                                 |

| Год  | Класс | Команда   | 1     | 2      | 3     | 4      | 5     | 6     | 7     | 8     | 9     | 10    | 11    | Очков | Место |
| ---- | ----- | --------- | ----- | ------ | ----- | ------ | ----- | ----- | ----- | ----- | ----- | ----- | ----- | ----- | ----- |
| 1958 | 500cc | Norton    | IOM — | NED 6  | BEL — | GER 3  | SWE 4 | ULS — | NAT — |       |       |       |       | 8     | 6     |
| 1959 | 125cc | MZ        |       | IOM —  | GER — | NED —  | BEL — | SWE — | ULS 2 |       |       |       |       | 7     | 9     |
| 1959 | 125cc | MV Agusta |       |        |       |        |       |       |       | NAT 6 |       |       |       | 7     | 9     |
| 1959 | 250cc | MZ        |       | IOM —  | GER — | NED —  | BEL — | SWE 1 | ULS 1 | NAT — |       |       |       | 16    | 2     |
| 1959 | 350cc | Norton    | FRA 2 | IOM 12 | GER 2 |        |       | SWE — | ULS — | NAT — |       |       |       | 12    | 4     |
| 1959 | 500cc | Norton    | FRA 3 | IOM —  | GER — | NED —  | BEL 2 |       | ULS — | NAT — |       |       |       | 10    | 5     |
| 1960 | 125cc | MV Agusta |       | IOM 2  | NED 2 | BEL 5  |       | ULS 2 | NAT 5 |       |       |       |       | 18    | 2     |
| 1960 | 250cc | MV Agusta |       | IOM 1  | NED 2 | BEL 2  | GER 1 | ULS — | NAT — |       |       |       |       | 28    | 2     |
| 1960 | 350cc | MV Agusta | FRA 1 | IOM —  | NED 2 |        |       | ULS — | NAT 1 |       |       |       |       | 22    | 2     |
| 1961 | 250cc | MV Agusta | ESP 1 | GER —  | FRA — | IOM НК | NED — | BEL — | DDR — | ULS — | NAT — | SWE — | ARG — | 8     | 8     |
| 1961 | 350cc | MV Agusta |       | GER —  |       | IOM 2  | NED 1 |       | DDR 1 | ULS 1 | NAT 1 | SWE — |       | 32    | 1     |
| 1961 | 500cc | MV Agusta |       | GER 1  | FRA 1 | IOM НК | NED 1 | BEL 1 | DDR 1 | ULS 1 | NAT — | SWE 1 | ARG — | 48    | 1     |
| 1962 | 350cc | MV Agusta | IOM 2 | NED —  |       | ULS —  | DDR — | NAT — | FIN — |       |       |       |       | 6     | 8     |
| 1962 | 500cc | MV Agusta | IOM 1 | NED —  | BEL — | ULS —  | DDR — | NAT — | FIN — | ARG — |       |       |       | 8     | 5     |